# 4585 Айнонай
4585 Айнонай (1990 KQ, 1972 LU, 1978 WL12, 1981 LC, 4585 Ainonai) — астероїд головного поясу, відкритий 16 травня 1990 року.
Тіссеранів параметр щодо Юпітера — 3,288.